# Dungeon Explorer: Warriors of Ancient Arts (videojuego para PSP)
Dungeon Explorer: Warriors of Ancient Arts, conocido en Japón como Dungeon Explorer: Meiyaku no Tobira (ダンジョンエクスプローラー 〜盟約の扉〜 Danjon Ekusupurōrā: Meiyaku no Tobira?, traducible como "Explorador de mazmorras: La puerta del pacto") es un videojuego de rol de acción desarrollado por Hudson Soft y publicado para PlayStation Portable entre 2007 y 2008.
Dungeon Explorer: Warriors of Ancient Arts es un juego de estilo similar a Phantasy Star Online. Presenta conectividad wireless que permite que varios jugadores se conecten entre sí.
El título presenta 3 razas y 6 clases que el jugador puede elegir desde el principio. A partir de un cierto punto, el personaje tiene la opción de cambiar de clases cuando no esté en las mazmorras, conservando cada una de ellas sus propios rangos (desde "E" hasta "S"). Hay también 6 clases avanzadas que requieren la combinación de dos clases básicas: una con rango B y otra con rango A. Estas clases avanzadas incluyen las habilidades de las dos clases previas más nuevas habilidades propias y armas únicas. Todas estas habilidades son adquiridas según los personajes suben de nivel su rango de armas así como su rango de trabajo, y dos de ellas pueden ser equipadas y cambiadas al vuelo.
El grueso de la historia tiene lugar en diversas mazmorras, como el título da a entender. Cada mazmorra es desbloqueada después de que completar diferentes quests adquiriendo "placas", y pueden aumentar su nivel insertando joyas en dichas placas. Cada nivel es más exigente que el anterior y puede seleccionarse en cualquier momento dado. En un punto dado, el incremento de nivel de la mazmorra se detiene hasta que se obtiene un ítem denominado Sirus Jewel, un objeto reutilizable que desbloquea un mayor desarrollo de la mazmorra. Determinados niveles tienen desafíos específicos, como el nivel 6 de una mazmorra, que se considera ciego: sin el uso de un determinado ítem, el minimapa desaparece mostrándose solo los iconos de los personajes.